# Cantonul Le Bugue
Cantonul Le Bugue este un canton din arondismentul Sarlat-la-Canéda, departamentul Dordogne, regiunea Aquitania, Franța.

## Comune
- Le Bugue (reședință)
- Campagne
- Fleurac
- Journiac
- Manaurie
- Mauzens-et-Miremont
- Saint-Avit-de-Vialard
- Saint-Cirq
- Saint-Félix-de-Reillac-et-Mortemart
- Savignac-de-Miremont